# Савватеев, Аристарх Петрович
Ариста́рх Петро́вич Саввате́ев (1869 — после 1917) — мировой судья, член IV Государственной думы от области войска Донского.

## Биография
Казак станицы Нижне-Чирской 2-го Донского округа Области войска Донского, личный дворянин. Домовладелец.
В 1888 году окончил Новочеркасскую гимназию, а в 1889 году — Новочеркасское казачье юнкерское училище. В 1898 году вышел в запас в чине подъесаула. В 1895 году поступил в Московский университет, а затем перешел на университетское отделение Катковского лицея, на юридический факультет, который и окончил в 1898 году.
По окончании лицея был избран мировым судьей, в каковой должности состоял до избрания в Государственную думу. Дослужился до чина надворного советника. В 1912 году — мировой судья 3-го участка 2-го Донского округа Донской области.
В 1912 году был избран членом Государственной думы от области войска Донского. В 1-ю сессию примыкал к фракции кадетов, со 2-й сессии входил в независимую группу. Состоял членом комиссий: бюджетной, сельскохозяйственной, по судебным реформам, по запросам, по местному самоуправлению, а также по военным и морским делам.
Во время Февральской революции был назначен комиссаром Временного комитета Государственной думы в Военном министерстве, участвовал в работах военной комиссии. В марте 1917 года участвовал в Общеказачьем съезде в Петрограде, состоял председателем Временного совета Союза казачьих войск. В июне 1917 открыл заседания 2-го Учредительного общеказачьего съезда в Петрограде. С 16 июня 1917 был членом ВКГД.
Судьба после 1917 года неизвестна. Был женат, имел четверо детей.